# Imre Sarkadi
Imre Sarkadi (* 13. August 1921 in Debrecen; † 12. April 1961 in Budapest) war ein ungarischer Schriftsteller.
Sarkadi schrieb zunächst Kurzgeschichten. 1950 erschien die Novelle Gál János útja (János Gáls Weg). Neben weiteren Erzählwerken schrieb er in der Folge auch Bühnenstücke und Filmdrehbücher. Der Film Duvad (The Brute) in der Regie von Zoltán Fábri wurde beim Filmfestival von Cannes 1961 uraufgeführt. 1962 erschien der Film Elveszett paradicsom (The Lost Paradis) des Regisseurs Károly Makk. Sarkadis Novelle Száz év Segesvárnál wurde 1992 von Tamás Zilahy unter dem Titel Egy diáktüzér naplója als Fernsehfilm herausgebracht. István Láng komponierte 1964–67 nach einer Vorlage Sarkadis die Oper A gyáva (Feigheit).
Sarkadi kam am 12. April 1961 bei einem Sturz aus einem Fenster ums Leben. Es wird angenommen, dass es sich um einen Suizid handelte.